# (4652) Iannini
(4652) Iannini (1975 QO) – planetoida z pasa głównego asteroid okrążająca Słońce w ciągu 4,3 lat w średniej odległości 2,64 j.a. Odkryta 30 sierpnia 1975 roku.